# Casey Hughes
Casey Hughes is een personage uit de Amerikaanse soap As the World Turns. Hij werd gespeeld door Zach Roerig van 18 januari 2005 tot 2 mei 2007. Sinds 29 januari 2008 (Amerika) wordt de rol door Billy Magnussen gespeeld.

## Achtergrond
Casey Hughes is de enige zoon van Margo Hughes en Tom Hughes. Hij werd geboren in 1991, wat werd teruggeschoven naar 1988 toen hij 16 jaar werd in 2004. Sinds zijn geboorte leeft hij bij zijn ouders, een van de weinige koppels in Oakdale die over het algemeen een gelukkig leven leiden. Casey was een makkelijk kind en zorgde nooit voor problemen. Hij kon goed opschieten met z'n ouders, maar dat veranderde in 2004. Casey was inmiddels een 16-jarige puber en kwam in contact met oud-footballspeler Doc Reese, die zich recent had gevestigd in Oakdale. Zijn ouders leken goed met Doc op te kunnen schieten, tot Casey vreemde dingen begon te merken. Zijn moeder was vaak afwezig en reageerde haast niet op z'n vragen. Bij Casey ging het lampje branden toen hij thuis vertelde dat hij les zou krijgen van Doc Rees. Z'n moeder verbood hem om met Doc om te gaan en ging vervolgens naar Doc toe om hem hetzelfde te vertellen. Casey realiseerde zich dat zijn moeder een affaire had met Doc en wilde niets meer met haar te maken hebben. Kort daarna ontdekte Tom het ook en vertrok uit huis. Casey wilde bij hem wonen, maar Tom stuurde hem terug naar Margo en zei dat ze het bij moesten leggen. Binnen een jaar was alles weer goed. Tom en Margo waren weer samen en Casey ging weer goed met zijn moeder om.

## 2005
In 2005 raakte Casey bevriend met Will Munson, een jongen met een ingewikkeld verleden en daardoor het buitenbeentje op school. Casey trok veel met Will op, waardoor hij op school ook meer geaccepteerd werd. Enkele weken daarna arriveerde Celia Ortega in Oakdale, het zusje van ex-bokser Rafeal Ortega. Casey was al snel geïnteresseerd in het meisje en het duurde ook niet lang voordat ze op hun eerste date gingen. Op het laatste moment besloten ze er een dubbel date van te maken. Will zou samen met een goede vriendin Alison Stewart hen vergezellen, om zo ook het ijs wat makkelijker te breken. Hoewel Will zelf verliefd was op Alison, had zij al een relatie met Aaron Snyder. Toen ze in Als Diner haar oude Gwen Norbeck tegen het lijf liep, besloot ze om Gwen haar plaats in te laten nemen, dit tot woede van Will, maar verrassend ook tot Caseys afschuw. Hij en Gwen leken elkaar te kennen, hoewel het niet duidelijk was waarvan. De date tussen Gwen en Will verliep niet goed en Gwen leek van het toneel te zijn verdwenen. Casey zette zijn relatie met Celia voort en ze kregen uiteindelijk ook de toestemming van de kritische en overbezorgde Rafael.
Een maand later dook Gwen echter weer op en werd door Celia uitgenodigd om met haar, Casey en Will mee naar het schoolbal te gaan. Daar leek Gwen keer op keer Casey wat te willen vertellen, iets wat niet lukte. Door een streek van twee studenten belandde Casey in het ziekenhuis. Casey mocht dezelfde avond alweer naar huis en alles leek goed te zijn. Tot zijn afschuw bleken Gwen en Will wel ineens heel goede vrienden te zijn en na enkele dagen begon Will ook vreemde dingen te doen. Voor Casey was de maat vol toen Gwen als serveerster op het huwelijk van Wills zus Jennifer Munson verscheen. Daar werd duidelijk dat de twee een onenightstand hadden gehad op een feest waar ze allebei nogal dronken waren geweest. Casey eist dat Gwen uit zijn leven blijft en haar mond houdt tegen Celia. Gwen vertelt hem op haar beurt dat ze het nooit aan Celia zou vertellen; Ze is haar vriendin. Casey besluit het te laten rusten en geeft er niets om als Celia zich zorgen begint te maken om Gwen, die de hele dag door lijkt over te geven. Ze is bang dat Gwen aan Boulimia Nervosa lijdt, maar niets is minder waar. Als Celia met Casey en Will naar Gwen toe gaat om haar te confronteren, valt Celia's oog op adoptiefolders. Gwens geheim komt uit, wat is dat ze zwanger is. Casey is geschokt en bang dat hij de vader is. Will stapt echter naar voren en zegt dat hij de vader is. Celia gelooft hem op z'n woord, Casey is minder overtuigd, maar probeert blij te zijn, omdat hij nu geen verantwoordelijkheid hoeft te nemen. Hij probeert verder te gaan met zijn leven, ondanks te steeds grote afstand die ontstaat tussen hem en Will, die lijkt te weten dat Casey de vader is.
Dingen gaan mis wanneer Gwen in het ziekenhuis belandt vanwege achterstand in haar zwangerschap. Will confronteert Casey daar met zijn geheim, waarna hij vertrekt. Tot Caseys grote ontzetting blijkt Celia alles te hebben gehoord. Ze geeft hem een klap in zijn gezicht voor het liegen en bedriegen wat hij heeft gedaan en maakt het vervolgens uit. Dingen gaan niet beter als Celia en Will vervolgens een relatie beginnen. Deze houdt niet lang stand wanneer Celia een brief van thuis krijgt en terug naar Montega vertrekt. Casey hoopt dat hij en Will nu opnieuw kunnen beginnen, maar Will begint meer met Gwen op te trekken, waardoor de enige kans op vriendschap van de baan lijkt te zijn. Te vroeg wordt Gwen opgenomen in het ziekenhuis en bevalt van een jongetje. Casey hoort dat ze hem opgeeft ter adoptie en hij kan zichzelf niet inhouden om naar het ziekenhuis te gaan en naar het kindje te kijken. Enkele dagen later hoorde Casey dat zijn tante Rosanna Cabot een auto-ongeluk had gehad, waarbij ze in coma naar Zwitserland was afgevoerd. Zijn oom, Craig Montgomery was hier verantwoordelijk voor en draait de gevangenis in. Casey ontdekt dat deze twee de mensen waren die Gwens baby hadden geadopteerd. Nu beide adoptieouders niet meer bereikbaar zijn, wordt de kleine baby afgestaan aan Rosanna's zus Carly Snyder, die de baby Rory noemt. Casey hoort vervolgens dat Gwen hier niet mee akkoord gaat en de voogdij aanvecht. De schrik slaat hem om het hart wanneer de rechter pas in gaat met haar tegenspraak als ze de vader aanwijst. Casey moet een vaderschapstest doen, waaruit zal blijken of hij de vader is of niet. Zijn moeder staat voor 100% achter hem, terwijl zijn vader toch meer lijkt te twijfelen. Een week later volgt de uitspraak van de rechter. Volgens de testen is Casey niet de vader van Gwens baby.
Casey begrijpt niet hoe dit kan en hoewel hij diep in zijn hart weet dat er misschien iets niet klopt, schuift hij Gwen vervolgens af als een goedkope hoer die het met iedereen doet en daardoor niet weet wie de vader is. Casey krijgt vervolgens een aan/uit relatie met medescholiere Lia McDermott, die niet goed in de smaak valt bij Margo en Tom. Op een feestje bij hem thuis ontmoet Casey Maddie Coleman, die onlangs in Oakdale is komen wonen voor haar broer Henry Coleman. Casey heeft al meteen een hekel aan Maddie, wat wederzijds is na een kort gesprek. Tot afschuw van beiden blijkt dat Maddie bij Margo, Tom en dus ook Casey komt wonen. Beiden proberen er onder uit te komen, maar Margo zegt dat het goed is om iemand in huis te hebben die een positieve invloed op Casey kan hebben.
Vanaf het moment dat Maddie ingetrokken proberen zij en Casey elkaar zo veel mogelijk te ontlopen, zowel thuis als op school. De eerste positieve draai komt wanneer Gwen Casey publiekelijk aanvalt op een Halloweenfeestje en Maddie het voor hem opneemt. Al gauw vertrouwt Maddie Casey haar geheim toe. Een stalker genaamd B.J. Green, die op dit moment in Oakdale rondloopt, heeft zij naar Oakdale gehaald onder valse voorwendselen. Als plotseling Henry verdwijnt, die voor B.J. undercover werkte, is Maddie er heilig van overtuigd dat B.J. wat met haar broer heeft gedaan. Casey besluit haar te helpen en hoewel al het bewijs uitwijst dat Henry gewoon op zakenreis is, gelooft Maddie er niets van. Hierdoor ontstaat een ruzie tussen haar en Casey, die haar over probeert te halen om het te laten rusten.
Voor Casey komt een klap in zijn gezicht als Gwen voor de deur staat. Ze vertelt dat hun kindje, Billy Norbeck, zoals ze hem inmiddels heeft genoemd sinds ze de voogdij heeft gewonnen, is overleden. Niet pas, maar al maanden terug, net na de geboorte. Gwen was op dezelfde dag bevallen als Jennifer Munson, die zwanger was Craig dankzij een onenightstand. Jennifer wilde Craig uit het leven van haar kindje houden, waardoor Craig in het ziekenhuis de baby's had verwisseld. Hij en Rosanna zouden Gwens baby adopteren. Als die was verwisseld met Jennifers baby, zou hij dus zijn eigen baby adopteren. Terwijl iedereen dacht dat Jennifers baby was overleden, was eigenlijk Gwens baby overleden. Dat verklaart ook waarom de vaderschapstest van Casey negatief terugkwam. Casey haalt hiermee de woede van zijn ouders op de hals, die niet kunnen geloven dat hij maandenlang iedereen heeft bedrogen met zijn leugens. Zijn ouders straffen hem door hem niet naar de Universiteit van Wisconsin te laten gaan iets wat Casey heel graag wilde. Wanneer hij zit te mokken over alles wat is gebeurd, komt Maddie hem gezelschap houden. Tijdens een vriendschappelijk gesprek kust Casey haar spontaan, maar zij duwt hem weg. Casey biedt zijn excuses aan en lijkt beschaamd.

## 2006
Enkele dagen later is Casey naar een feest en komt te laat terug. Wanneer hij z'n kamer in wil sluipen, ziet hij door het raam dat zijn moeder in zijn kamer is en tegen een hoop dekens staat te praten. Als Margo weg is komt Maddie onder de dekens vandaan, die voor Casey heeft gespeeld. Ze laat Casey in zijn kamer, maar is vervolgens gedwongen om de nacht in zijn kamer door te brengen om zo te voorkomen dat Margo haar betrapt terwijl ze uit de kamer komt. De volgende dag hebben de twee intieme momenten, waarbij het haast aankomt op een zoen, die onderbroken wordt door Margo. Maddie verzint een smoesje waarom ze in Caseys kamer is en vertrekt.
Later die dag komt Casey haar tegen bij Java's en vraagt haar uit naar een film. Casey begrijpt er niets van wanneer ze zegt dat ze al een afspraakje heeft met iemand anders. Hoewel hij niet wil laten merken is hij stikjaloers op Maddies date Nate. Casey ziet Maddie steeds vaker weggaan en denkt dat ze steeds met Nate afspreekt. Wanneer zijn trui en wat eten plotseling mist, raakt Casey achterdochtig. Hij gaat Maddie achterna en ontdekt dat ze Gwen en Will helpt, die zijn aangeklaagd door Barbara en nu op de vlucht zijn. Maddie legt alles aan Casey uit en hij besluit om zijn voormalige vriend te helpen. Samen weten Casey en Maddie Barbara te chanteren en laat zij uiteindelijk ze klacht vallen. Casey geeft toe aan Maddie dat hij alleen deed omdat het zoveel voor haar betekende. De volgende dag is hij stomverbaasd als hij Maddie met Nate ziet. Als Nate vertrokken is vraagt Casey wat dit had te betekenen. Maddie legt uit dat ze het uitmaakte met Nate en hiermee begint hun relatie.
Casey heeft moeite om weer vrienden te zijn met Will en nu ook met Gwen en gaat in eerste instantie ook niet akkoord met hun idee om te trouwen. Maddie kalmeert hem en legt alle problemen uit, waarna Casey zijn vader om hulp vraagt, zogenaamd voor een schoolproject. Casey brengt samen met Maddie Gwen en Will naar een andere staat, waar de twee uiteindelijk trouwen. Casey en Maddie trekken veel met elkaar op, waarna het uiteindelijk op de volgende stap aankomt. Wanneer Margo en Tom voor een weekendje weg zijn, maken Maddie en Casey zich klaar om met elkaar naar bed te gaan. Maddie raakt ineens afstandelijk en Casey denkt dat ze gewoon zenuwachtig is. Ze proberen het later nog een keertje, maar opnieuw trekt Maddie zich terug en maakt het zelfs uit. Casey is gekwetst, maar om te laten zien dat hij het ook "makkelijk zonder haar kan" pakt hij zijn knipperlichtrelatie met Lia weer op. In een bui van jaloezie vernielt Maddie Lia's auto, maar Lia besluit geen aanklacht in te dienen.
Tijdens een avondje "skinny dipping" vertrekt Lia eerder om te douchen. Wanneer Casey gaat kijken waar ze blijft is hij geschokt om haar dood in het douchehokje te vinden. Na Maddies actie kan Margo niets anders dan Maddie als hoofdverdachte te zien, iets wat Casey volkomen belachelijk vindt. Margo waarschuwt hem om van Maddie vandaan te blijven omdat hij anders medeplichtig kan worden. Wanneer later Nate Bradley, Maddies ex ook dood wordt gevonden, is Maddie opnieuw de verdachte. Casey gelooft in haar onschuld en probeert dit dan ook te bewijzen. Dingen gingen de vreemde kant op toen Maddie later zélf werd aangevallen door een moordenaar, waarbij ze onmiddellijk werd vrijgesproken. Na problemen die Gwen en Will hadden, waarbij ze uit elkaar waren gegaan, besloten Casey, Gwen en hun vrienden om naar River Lake te gaan, om aan alle problemen thuis te ontsnappen. Maddie kwam ook naar River Lake, onwetend dat de moordenaar haar had gevolgd. Uiteindelijk werden vier vrienden van Casey vermoord en werd Maddie ook aangevallen. Casey kwam op tijd om haar te redden. Hoewel hij zelf werd neergestoken door de moordenaar, wist hij hem bewusteloos te slaan. Bij de ontmaskering bleek de moordenaar Eve Coleman te zijn, de oudere zus van Maddie en Henry. De gewonde tieners werden overgebracht naar het ziekenhuis, waar Maddie en Casey spraken over alles wat er was gebeurd. Maddie vertelde hem haar geheim; de zomer voordat ze naar Oakdale kwam was ze verkracht door haar schoonbroer, Louis. Casey was begripvol en de twee verklaarden hun liefde voor elkaar. De twee groeiden meer naar elkaar toe nadat ze dagen opgesloten zaten in een afgelegen huis, toen een zware ijsstorm over Oakdale waaide. Ze praatten over hun gevoelens en besloten om niets meer voor elkaar geheim te houden.

## 2007
Hun belofte werd al snel geschonden toen Casey in de problemen kwam. Tijdens een spelletje onschuldig gokken op internet verloor hij meer dan bedoeld. Hij vroeg een vriend van hem om hulp om zo zijn schulden af te betalen. Casey kon het echter niet laten om opnieuw te gokken, waarbij hij weer verloor. Casey durfde niemand meer om hulp te vragen en stal daarom geld van Will. Hij werd echter betrapt door hun gezamenlijke broer Adam Munson. Adam besloot om Casey te helpen en de politie niet in te schakelen. Will zou nooit worden gearresteerd voor het stelen van zijn eigen geld. Casey ontdekte al snel dat Adam een eigen manier van helpen had en vals bewijs had geplaatst in Gwen en Wills huis. Hierdoor zou Will alsnog naar de gevangenis gaan en, tot Casey afschuw, zou Adam Gwen voor zichzelf kunnen hebben. Casey kon hier niet mee leven en werd al snel gearresteerd voor diefstal. Hij werd vrijgelaten op borgtocht, om vervolgens te horen dat Adam uit Oakdale was gevlucht. Hierna begon zowel Maddie als Gwen vreemd te doen en gebeurden er ook vreemde dingen. Maddie bekende huilend dat Adam Gwen probeerde te verkrachten, althans, dat dacht ze. Daarom had Maddie hem neergeslagen en hem met Gwen in het bos begraven. Casey is opnieuw begripvol en besluit samen met Maddie, Gwen en Will uit Oakdale te vluchten, zodat Gwen en Maddie niet worden opgepakt. Wanneer ze uit Oakdale zijn, vestigen ze zich in een afgelegen boshuisje. Terwijl Gwen en Maddie het huis op proberen te vrolijken, gaan Casey en Will naar een winkeltje om eten te halen. Hier worden ze plotseling opgesloten door Jade Taylor, het meisje met wie Will een affaire had. Zij zegt dat dit beter is en vertrekt vervolgens. Met behulp van een barkruk weten Casey en Will de deur open te breken en rennen terug naar het huisje. Daar vinden ze Maddie buiten bewusteloos op de grond en krijgen de schrik van hun leven als Gwen binnen zit met Adam. Will ziet hoe zijn broer Gwen probeert te verkrachten en moet moeite doen om Adam niet te vermoorden. Gwen en Casey halen hem over om rustig te blijven en vervolgens vertellen Casey en Will dat Adam zich zo snel mogelijk uit de voeten moet maken.
Nu alles weer goed lijkt te zijn tussen Gwen en Will, besluit Casey om terug te gaan naar Oakdale, aangezien hij nog een rechtszaak heeft. Waar hij en de rest niet op hadden gerekend is dat Caseys straf is verzwaard. Nu hij Oakdale had verlaten terwijl hij vrij was op borgtocht wordt zijn rechtszaak vervroegd. Maddie mag er niet bij zijn, maar als Casey terugkeert vertelt hij dat hij 6 maanden de gevangenis in moet. De laatste paar dagen brengen ze zo veel mogelijk tijd met elkaar door en gaan uiteindelijk ook voor de eerste keer naar bed met elkaar. Op 2 mei is het zover; Casey neemt afscheid van zijn familie en vrienden en vooral van Maddie. Hij wordt weggeleid om de gevangenis in te gaan.
Hij en Maddie houden contact met elkaar via schrijven en filmpjes op elkaars telefoon. Enkele maanden later krijgt Maddie een brief van Casey, waarin hij zegt dat hij Maddie niet waard is. Hij komt na zijn vrijlating niet terug naar Oakdale. Hij wil eerst de man worden die het verdient om met Maddie te kunnen zijn.

## 2008
Op 29 januari 2008 krijgt Margo de verrassing van haar leven als Casey in haar huis staat. Hoewel hij 3 maanden langer moest blijven voor het in elkaar slaan van een bewaker, is hij toch eerder vrijgelaten. Margo is blij om haar zoon te zien, maar merkt dat hij in de gevangenis een moeilijke tijd heeft gehad. Casey krijgt een baantje bij de Lakeview en steelt geld uit de fooienpot. Hij beseft dat het leven om hem heen is doorgegaan als hij hoort dat Maddie uit Oakdale is vertrokken en Will en Gwen nu een dochtertje hebben. Casey heeft moeite om zich weer aan te passen, en het helpt vooral niet wanneer plotseling Matt O'Connor op de stoep staat. Matt is, net als Casey, een ex-gevangene en vraagt hem om hulp. Matt weet zo op Margo in te praten dat ze hem uitnodigt om bij hen thuis te logeren. Casey ontdekt dat er meer achter Matts bezoekje zit als hij Matt regelmatig met Gray Gerald ziet, een duister figuur die ook net in Oakdale is aangekomen. Casey blijft een vreemd gevoel houden bij de twee, en hij lijkt gelijk te krijgen. Hij komt erachter dat Gray Gerald eigenlijk Gerald Nevins is, de broer van Elroy Nevins, die vroeger Margo heeft verkracht en later is vermoord door Tom. Gray is nu terug om wraak te nemen. Hij laat een bom plaatsen in het huis van de Hughes en sluit Margo, Tom, Casey en Alison op. Alles loopt gelukkig met een sisser af en Gray wordt doodgeschoten uit zelfverdediging.
Casey besluit afstand te nemen van alles thuis en gaat meer om met Luke en Noah, die net Ameera hebben ontmoet, een Iraaks meisje dat Noahs vader kende. Om Ameera een verblijfsvergunning te geven, trouwt Noah met Ameera, iets waar de INS niet zo blij mee is. Ze komen regelmatig kijken hoe het "huwelijk" tussen de twee verloopt. Als de INS een omhelzing tussen Luke en Noah ziet, verzint Luke snel dat Casey eigenlijk zijn vriendje is. Casey besluit hiermee akkoord te gaan, omdat hij een oogje heeft gekregen op Ameera.
Casey doet z'n best om de jongens en Ameera te helpen, maar na een tijdje krijgt hij door dat Ameera helemaal niet geïnteresseerd in hem is, zoals ze in het begin liet doorschemeren, maar juist verliefd was geworden op Noah. Casey stopt vervolgens met het hele spelletje en weet het voor elkaar te krijgen om Luke z'n ogen te openen. Die krijgt door dat Ameera inderdaad verliefd is op Noah, en terwijl zij daar ruzie over maken, besluit Casey even genoeg te hebben van meisjes.
Hij gaat op zoek naar een nieuwe baan om met een schone lei weer verder te leven. Hij wordt de assistent van Emily Stewart, iets waar Margo niet blij mee is, gezien het verleden dat Margo en Emily delen. Casey besluit echter op eigen benen te staan en houdt de baan aan. Casey en Emily raken goed bevriend en Emily vertrouwt hem steeds meer werkzaken toe. Op een keer moeten ze naar New York voor een zakelijke bespreking. Hier ziet Casey z'n baas per ongeluk in haar ondergoed, en vanaf dat moment heerst er een seksuele spanning tussen die twee. Het ontpopt zich al snel tot een geheime seksaffaire tussen de twee, die ze voortzetten terug in Oakdale. Emily drukt Casey echter op het hart niemand te vertellen over hen twee, omdat Margo niet blij zou zijn als ze hoort dat haar 20-jarige zoon iets heeft met een vrouw van 40.
Weken later komt toch iedereen er achter en vooral Margo is woedend met dit nieuws. Ze doet alles om hen uit elkaar te halen, maar hierdoor trekken Casey en Emily juist alleen maar verder naar elkaar toe. Op een bepaald punt trouwen ze zelfs, maar niet veel later worden ze beiden het slachtoffer van een vergiftiging, waar ook andere bewoners aan te gronde gaan. Casey raakt agressief door dit gif en wordt woedend als hij Emily niet mag zien. Op dit punt accepteert Margo de relatie tussen haar zoon en Emily, en haalt de dokters dan ook over om Emily in bed te laten bij Casey, die vervolgens kalmeert.